# Бегемот Гуго
«Бегемот Гуго» (Хуго, венг. Hugó, a víziló) — полнометражный фильм 1975 года совместного производства Венгрии (студия Паннония) и США (Brut Productions) при участии французской парфюмерной компании Faberge. Фильм стал вторым полнометражным мультфильмом Венгрии после «Витязя Яноша», снятого в 1973 году. Также является первым мультфильмом, дистрибуцией которого занималась студия 20th Century Fox, до этого не занимавшаяся в сфере анимации. Премьера фильма состоялась 25 декабря 1975 года в Венгрии и 23 января 1976 года в США. В СССР фильм транслировался в переводе от киностудии им. М. Горького.

## Сюжет
У султана Занзибара возникла беда: в его гавани полно акул. Чтобы отпугнуть хищников, он привозит бегемотов двенадцать штук, с помощью которых прогоняет акул. Но со временем бегемоты становятся ненужными, и в итоге люди уничтожают их всех, оставляя в живых маленького бегемота по имени Хуго. Теперь он последний среди своих сородичей Занзибара. Что ждёт Хуго дальше — остаётся загадкой.

## Роли озвучивали
| Роль            | В оригинале                             | В дубляже США                       |
| --------------- | --------------------------------------- | ----------------------------------- |
| Рассказчик      | Ференц Бессеней                         | Бёрл Айвз                           |
| Султан          | Ласло Маркуш                            | Роберт Морли                        |
| Абан-Хан        | Тамаш Майор                             | Пол Линд                            |
| Королевский маг | Иштван Сатмари                          | Джесси Эмметт                       |
| Йорма           | Габор Беркеш                            | Ронни Кокс                          |
| Отец Йормы      | Иштван Буйтор                           | Перси Родригез                      |
| Судья           | Дьёрдь Дьёрфи                           | Лен Максвелл                        |
| Певцы           | Кати Ковач Эржебет Кутвёлдьи Петер Мате | Мари Осмонд Джимми Осмонд Бёрл Айвз |

21 августа 1981 года мультфильм вышел в советский прокат в переводе от киностудии им. М. Горького. Режиссёром дубляжа выступила Серафима Федорова. На русский язык фильм озвучивали Виктор Татарский (рассказчик), Татьяна Решетникова, Андрей Тарасов, Владислав Баландин, Яков Беленький, Григорий Шпигель и Игорь Ясулович.

## Съёмочная группа
- Режиссеры — Уильям Фейгенбаум и Йожеф Гемес.
- Сценарий — Томас Баум, Уильям Фейгенбаум, Йожеф Салоки.
- Художник-постановщик — Грэм Перси